# Ambient 2: The Plateaux of Mirror
Ambient 2: The Plateaux of Mirror je společné studiové album Američana Harolda Budda a Angličana Briana Ena. Vydáno bylo v dubnu roku 1980 společností E.G. Records a jeho producentem byl sám Eno, přičemž ten je zároveň autorem jeho obalu. Jde o druhou část Enem tvořené série ambientních alb, která byla zahájena roku 1978 deskou Ambient 1: Music for Airports a následně pokračovala albem Ambient 3: Day of Radiance z roku 1980.

## Seznam skladeb
Autory všech skladeb jsou Brian Eno a Harold Budd, pokud není uvedeno jinak.
1. First Light – 6:59
2. Steal Away (Harold Budd, Eugene Bowen) – 1:29
3. The Plateaux of Mirror – 4:10
4. Above Chiangmai – 2:49
5. An Arc of Doves – 6:22
6. Not Yet Remembered – 3:50
7. The Chill Air – 2:13
8. Among Fields of Crystal – 3:24
9. Wind in Lonely Fences – 3:57
10. Failing Light – 4:17

## Obsazení
- Harold Budd – akustické a elektrické piano
- Brian Eno – ostatní nástroje